# Cavalgamento de Moine
 Cavalgamento de Moine é um cavalgamento que se estende pelo noroeste a partir do sul da Ilha de Skye até a Península Moine, na Escócia. Ele se formou entre 410 a 430 milhões de anos atrás, quando os movimentos tectônicos comprimiram a Escócia.
Ele foi descoberto em 1907, sendo um marco na história da geologia e foi o primeiro cinturão de encavalamento identificado.